# 豆腐ステーキ

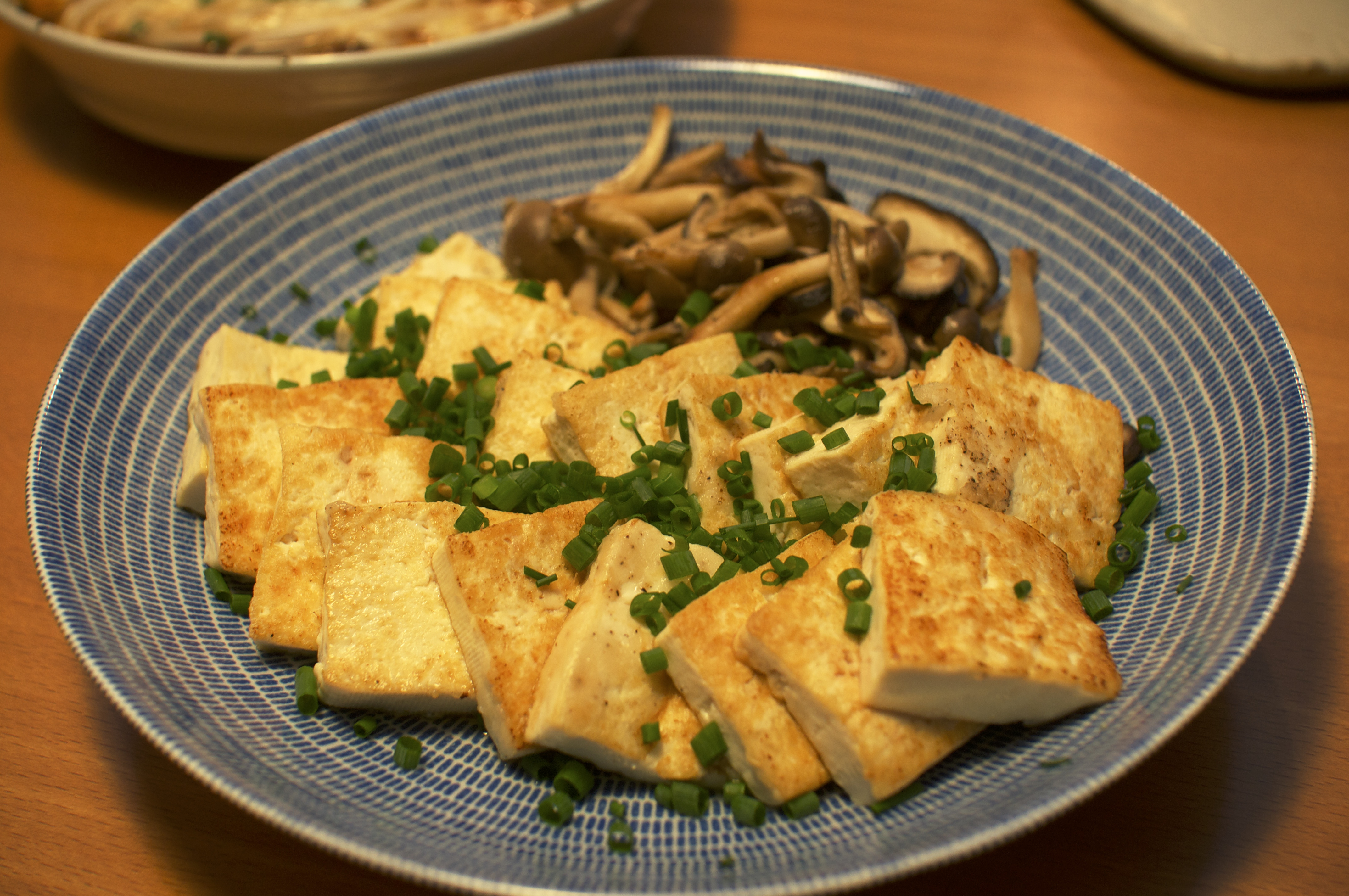
豆腐ステーキ

豆腐ステーキ（とうふステーキ）は、豆腐に片栗粉をまぶし、バターで焼いた料理。ヘルシーなステーキとして全国に普及していった。最初にこの豆腐ステーキを考案したのは、当時、高松ワシントンホテルチェーン総調理長だった斎藤進である。

## 概要
斎藤進はこの豆腐ステーキの考案以外に、デザートのシャーベットに花火を付けて子供を喜ばせるアイデアもワシントンホテルチェーンから、ファミリーレストランへ波及していった。
この豆腐ステーキは、ワシントンホテル日本料理「銀座・三十三間堂」で提供されていた。そして、今では家庭で出来るヘルシーな料理となっている。